# Jerzy Reuter
Jerzy Reuter (ur. 19 kwietnia 1956 w Sanoku, zm. 25 kwietnia 2012 w Tarnowie) – pisarz prozaik, autor słuchowisk radiowych, dramaturg.
Początki twόrczości to poezja i „Tygodnik Kulturalny” w 1977 roku. Od 2007 r. Był redaktorem działu prozy i zastępcą redaktora naczelnego w kwartalniku literacko – artystycznym „sZAFa”. Publikował między innymi w „Akcent”, „Portret”, „Wyspa” „Szafa”, „Aspiracje”, „Kozirynek”, „Korespondencja z ojcem”, „Znaj” – pismo Stowarzyszenia Autorów Polskich, „Midrasz”, „New Light Times”, „Kurier galicyjski – Lwów”, „Rzeczpospolita Kulturalna – Londyn”, „Polish Daily News” – USA, ”Przegląd Australijski”. W roku 2009 otrzymał wyróżnienie i nominację do nagrody głównej na Międzynarodowym Festiwalu Opowiadań – 2009. 
Mieszkał na stałe w Tarnowie.

## Publikacje książkowe
- zbiór opowiadań Zdrada (2007, Miejska Biblioteka Publiczna w Tarnowie, ISBN 978-83-924617-2-2)
- Zbiór Opowiadania {2009, HapoBox, ISBN 978-83-928228-8-2)

## Prace zbiorowe
- Antologia Po prostu jestem (2009, Tarnowska Artystyczna Konfraternia, ISBN 978-83-908627-7-4)
- Antologia Bez Tytułu - Plezantropia (2009, Goddam Agencja Artystyczna, ISBN 978-83-930190-0-7)
- Antologia @ntologia POSTscriptum (2009, Leszek Wlazło, ISSN 1899-8356)